# Johann Carl Bertram Stüve

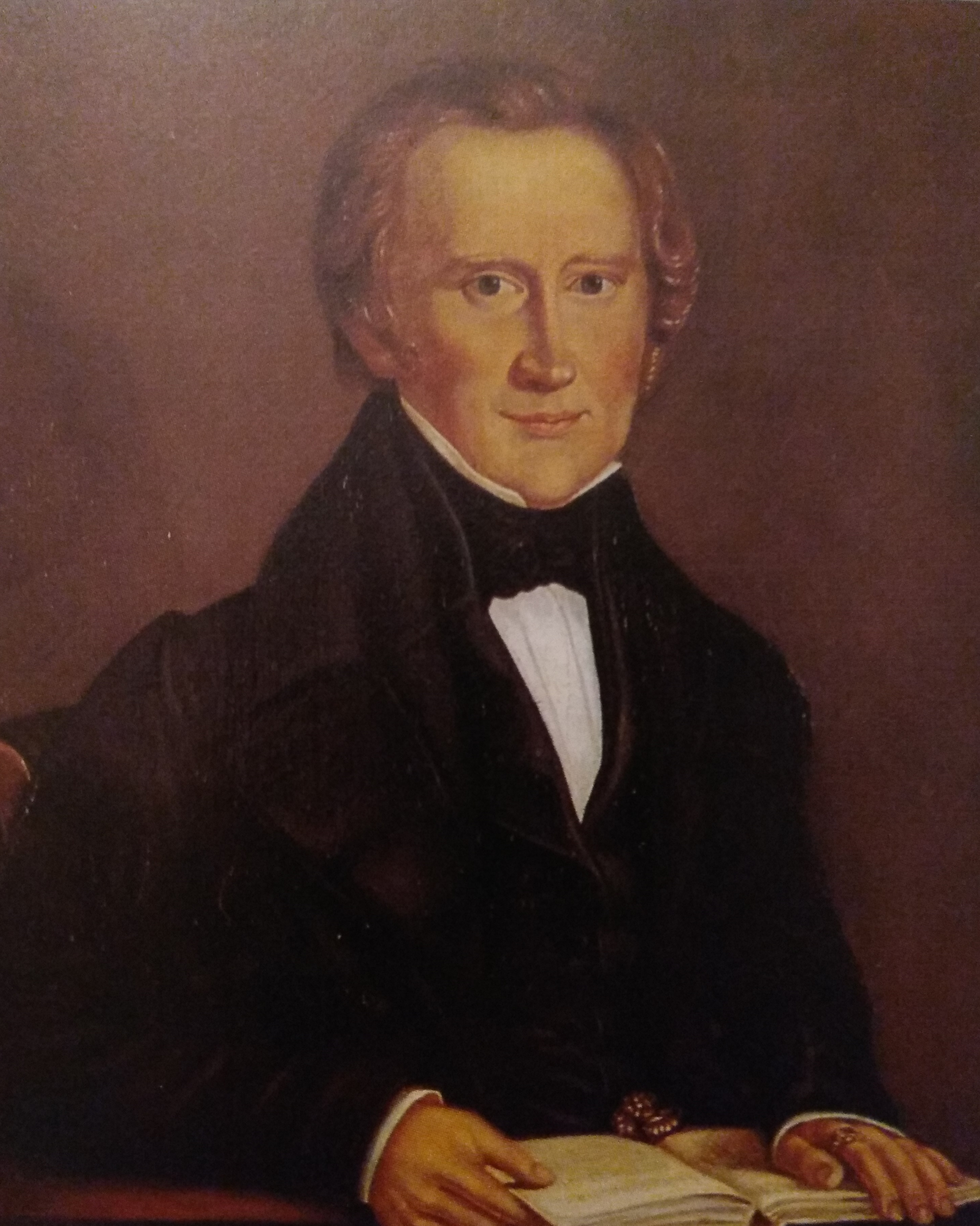
Johann Carl Bertram Stüve, anonymes Porträtgemälde aus dem 19. Jh.

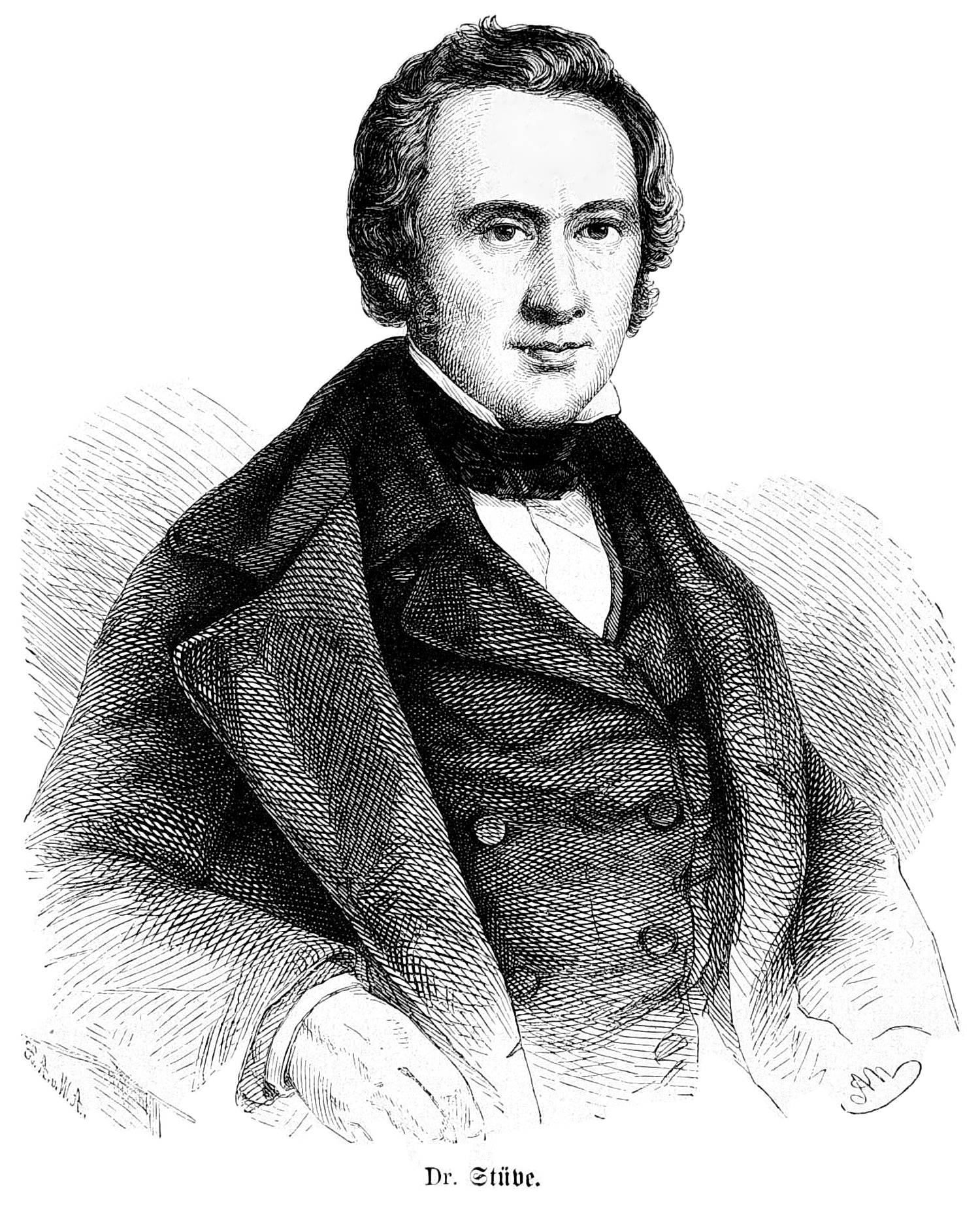
Stüve 1872 in der Zeitschrift Die Gartenlaube

Johann Carl Bertram Stüve (* 4. März 1798 in Osnabrück; † 16. Februar 1872 ebenda) war ein deutscher Jurist, Historiker und Politiker, der als Bürgermeister seiner Heimatstadt Osnabrück (Niedersachsen), Abgeordneter der Ständeversammlung des Königreichs Hannover und liberaler Innenminister des sogenannten Märzministeriums in Hannover wirkte. Besondere Bedeutung erlangte er als Bauernbefreier im Hochstift Osnabrück durch das hannoversche Ablösungsgesetz, das als sein politisches Meisterstück angesehen wird. Stüve zählt zu den bedeutendsten Persönlichkeiten der Stadt Osnabrück.

## Leben
Stüve stammte aus einer angesehenen Osnabrücker Politikerfamilie. Schon sein Vater Heinrich David Stüve (1757–1813) und sein Großvater Johann Eberhard Stüve waren Mitglieder des Stadtrats, sein Vater war von 1804 bis zu seinem Tod im Jahre 1813 Erster Bürgermeister der Stadt. Stüve war das jüngste von fünf Kindern aus der Ehe von Heinrich David Stüve und Margarethe Agnes Berghoff. Sein Rufname war Carl. Er besuchte das Osnabrücker Ratsgymnasium, das er 1817 abschloss. Zunächst begann er ein Jurastudium in Berlin, wechselte dann nach Göttingen und wurde dort 1820 promoviert. Sowohl in Berlin als auch in Göttingen gehörte er Burschenschaften an, in Berlin war er 1818 Mitbegründer der Alten Berliner Burschenschaft. Aus Rücksicht auf seine verwitwete Mutter ließ er sich in Osnabrück als Anwalt nieder, obwohl er gerne Jura-Professor geworden wäre. Neben seiner juristischen Arbeit widmete er sich der Geschichtswissenschaft und ordnete das städtische, das bischöfliche sowie Klosterarchive und gab Justus Mösers Handschrift zum dritten Teil seiner Osnabrückischen Geschichte heraus. Er führte Mösers „Geschichte des Hochstifts Osnabrück“ fort und publizierte in der „Hannoverschen Zeitung“ und dem „Osnabrücker Volksblatt“. Stüve war evangelisch-lutherischer Konfession und blieb unverheiratet.

## Politik
Stüves politische Karriere begann 1824 als Abgeordneter der Ständeversammlung des Königreichs Hannover, wo er seinen ersten großen Erfolg mit einem staatlichen Schuldenerlass für seine Heimatstadt erzielte. In dieser Zeit waren die eigenbehörigen Bauern im Osnabrücker Land dem Gutsherrn mit Leib und Leben verpflichtet. Nur ein Freibrief gab ihnen Unabhängigkeit. Stüve, inzwischen mit dem Titel Schatzrat Mitglied der Ständeversammlung, veröffentlichte sein Buch Über die Lasten des Grundeigentums und legte die Ablösungsverordnung vor, die den abhängigen Bauern die Freiheit bringen sollte. Sie trat am 22. Juli 1833 in Kraft. Stüve, ein gemäßigter Reformer, arbeitete mit am Staatsgrundgesetz von 1833 für das Königreich Hannover. König Ernst August beseitigte die ständisch-liberale Verfassung 1837 durch Verfassungsbruch. Stüve reichte im Namen der Stadt Osnabrück dagegen Verfassungsbeschwerde beim Deutschen Bund ein, doch die Verfassung wurde erst 1848 nach der Märzrevolution wieder in Kraft gesetzt. Ab 1841 hinderte die hannoversche Regierung Stüve an der Wahrnehmung seines Landtagsmandats. Er durfte Osnabrück nur mit Genehmigung des Landdrosten länger als drei Tage verlassen und lehnte es ab, die Erlaubnis zu erbitten. So widmete er sich seinem Amt als Verwaltungsbürgermeister von Osnabrück, in das er 1833 einstimmig von der Osnabrücker Bürgerschaft gewählt worden war. Dieses Amt hatte er zunächst bis 1848 inne.
König Ernst August versuchte die Auswirkungen der Märzrevolution zu begrenzen, indem er Stüve als Innenminister in die Märzregierung Graf Bennigsens berief. Stüve schaffte die Zensur ab, beseitigte Standesvorrechte, trennte Justiz und Verwaltung und reformierte Verwaltung und Gemeinden. Seine Reformen blieben auch nach dem Rücktritt der Märzminister im Oktober 1850 bestehen, bis sie 1855 unter König Georg V. aufgehoben wurden. Im Mai 1849 vertrat er das Königreich Hannover bei der Berliner Konferenz der fünf deutschen Königreiche (Preußen, Hannover, Sachsen, Bayern und Württemberg) zur Vorbereitung der Erfurter Union.
Stüve kehrte 1850 nach Osnabrück zurück, widmete sich zunächst historischen Veröffentlichungen, und wurde 1852 erneut zum Bürgermeister gewählt. Er nahm jedoch eine zunehmend konservative Haltung ein. Nach Auseinandersetzungen mit dem Bürgervorsteherkollegium gab er sein Amt 1864 endgültig auf und trat zurück.
Er starb 1872 und wurde auf dem Hasefriedhof in Osnabrück beigesetzt. Nach ihm ist der Stüveschacht benannt.

## Stüve als Historiker
Neben umfangreichen Veröffentlichungen politischen Inhalts hat Stüve auch historische Arbeiten vorgelegt. Seine dreibändige, von der Sachsenzeit bis 1647 reichende „Geschichte des Hochstifts Osnabrück“ – 1853, 1872 und postum 1882 in einem Umfang von rund 1.700 Druckseiten erschienen – gilt als bis heute zitierfähiges Grundlagenwerk zur Osnabrücker Landesgeschichte, zumal es noch nicht durch eine neuere historische Überblicksdarstellung ersetzt worden ist. Das gilt auch für seine zahlreichen Aufsätze zur Stadtverfassung Osnabrücks, die in den „Mitteilungen des Historischen Vereins zu Osnabrück“ sowie im „Neuen Vaterländischen Archiv“ erschienen sind.

## Ehrungen

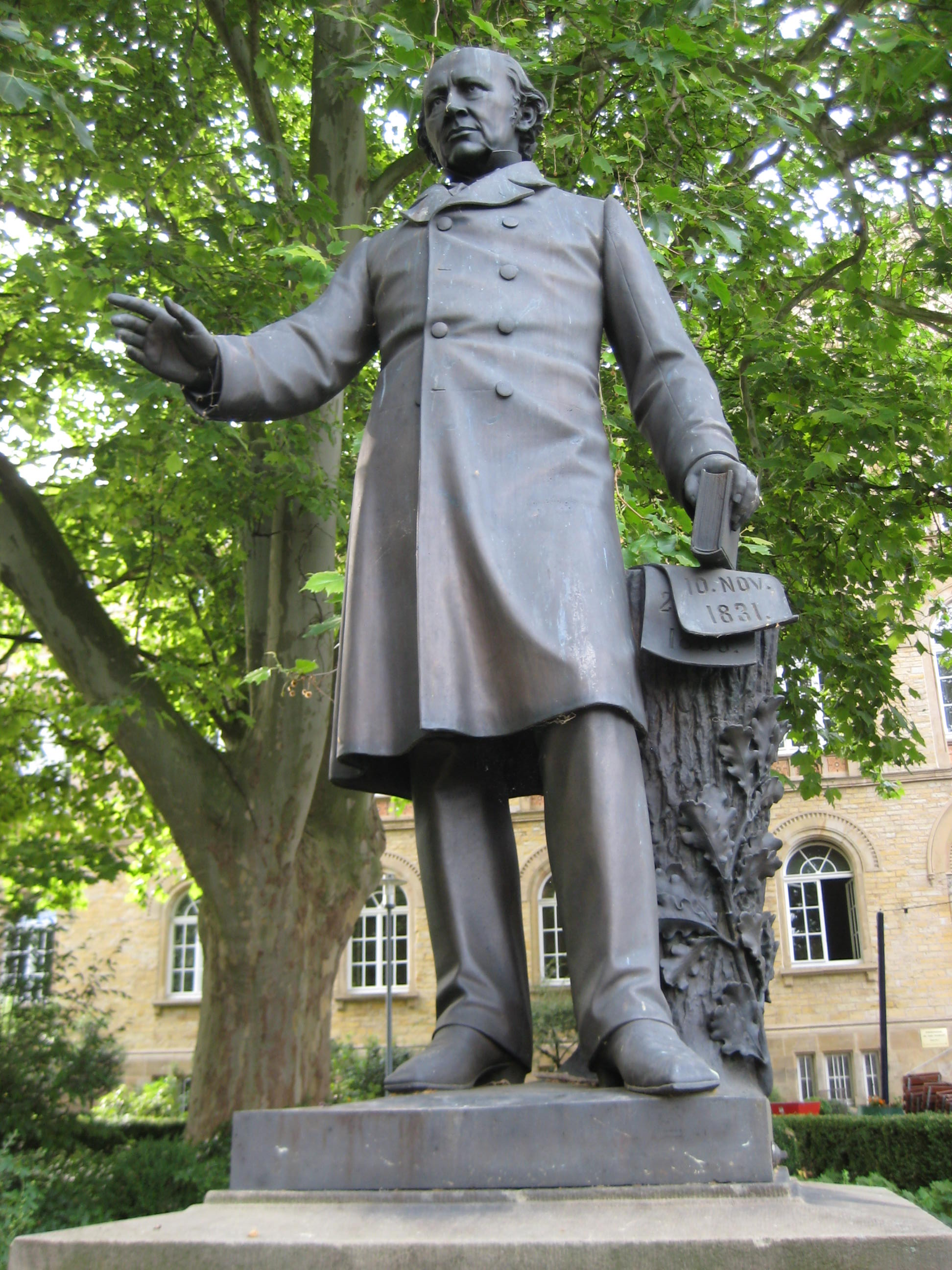
Stüve-Denkmal von Heinrich Pohlmann

1871 wurde Stüve korrespondierendes Mitglied der Bayerischen Akademie der Wissenschaften. 1876 wurde er zum Ehrenmitglied der Göttinger Akademie der Wissenschaften gewählt.
Am 17. September 1882 wurde auf dem Marktplatz seiner Geburtsstadt Osnabrück ein Stüve-Denkmal errichtet. Schöpfer des Standbilds war der Berliner Bildhauer Heinrich Pohlmann. In der Zeit des Nationalsozialismus wurde das Denkmal vom Marktplatz entfernt, am Hasetorwall, dem damaligen Kaiserwall, wieder errichtet und während des Zweiten Weltkriegs vor das Gebäude der Volkshochschule in Osnabrück versetzt. Es zeigt Stüve auf einem hohen Sockel mit leicht erhobener rechter Hand, in der linken Dokumente haltend, welche die Erscheinungsdaten des Hannoverschen Ablösungsgesetzes sowie des Staatsgrundgesetzes tragen.
Auf dem ursprünglichen Sockel der Statue war folgendes Zitat nach Johann Wolfgang von Goethe zu lesen:

„Frei gesinnt, sich selbst beschränkend,
Immerfort das Nächste denkend,
Nicht vom Weg dem geraden weichend,
Und zuletzt das Ziel erreichend.“

In Hannover wurde im Stadtteil Linden-Mitte um die Jahrhundertwende zum 20. Jahrhundert die Minister-Stüve-Straße nach Stüve benannt.
Anlässlich des 100. Todestages Stüves fand 1972 eine Gedenkfeier zu seinen Ehren statt. Vertreter der Berliner Burschenschaft Arminia, der Traditionsträgerin der Alten Berliner Burschenschaft, legten einen Kranz am Stüve-Denkmal nieder. Bei der Gedenkfeier sprachen Oberbürgermeister Wilhelm Kelch, Staatsarchivdirektor Theodor Penners und der US-amerikanische Historiker Dr. Sheldon. Am 16. Februar 1972 wurde im Niedersächsischen Staatsarchiv auch die Ausstellung „Johann Carl Bertram Stüve und seine Zeit (1798–1872)“ eröffnet.

## Schriften
- mit Johann Hermann Detmold: Hannoversches Portfolio. Sammlung von Actenstücken zur Geschichte des Hannoverschen Verfassungskampfes. 4 Bände, Krabbe, Stuttgart 1838–1841.
- Gustav Stüve (Hrsg.): Briefwechsel zwischen Stüve und Detmold in den Jahren 1848–1850. (= Quellen und Darstellung zur Geschichte Niedersachsens, Band 13.) Hahn, Hannover / Leipzig 1903.
- Untersuchungen über die Gogerichte in Westfalen und Niedersachsen. Frommann, Jena 1870.